# Postenschacher
Als Postenschacher wird im österreichischen Deutsch die Machtaufteilung in der öffentlichen Verwaltung als besondere Form der Korruption beschrieben. In der Regel wird unter diesem Begriff die Zuteilung von Posten ohne vorherige öffentliche Ausschreibung beziehungsweise ohne besondere Qualifikationserfordernisse bezeichnet. Diese Postenbesetzungen können einerseits parteipolitischer Art sein (vgl. Proporz, Parteibuchwirtschaft), oder aus Machtinteressen politischer oder wirtschaftlicher Art erfolgen. Der Postenschacher ist üblicherweise eine Folge der Freunderlwirtschaft bzw. des Nepotismus. Bei der Person, die den jeweiligen Posten erhält, wird davon gesprochen, dass sie „Protektion hat“.

## Definition des Begriffs
In der Korruptionsprävention wird auf folgende Definition zurückgegriffen: „Postenschacher ist die Vergabe von Positionen in der öffentlichen Verwaltung oder in staatsnahen Betrieben aufgrund parteipolitischer Kriterien und der Einflussnahme auf Personalauswahlverfahren im Interesse einer politischen Partei oder Interessenorganisation, um einen Wunschkandidaten in eine bestimmte Position zu bringen.“ (Thomas Tschiggerl 2021). Diese Definition ermöglicht es, gezielt Lösungsansätze und Maßnahmen zur Prävention von Postenschacher zu erarbeiten. Postenschacher ist eine korrupte Handlung, bei der politische Akteure eine Machtposition anvertraut bekommen und diese bewusst zu ihrem eigenen Nutzen und Vorteil missbrauchen.

## Hintergründe
Öffentliche Ausschreibungen dienen in der Regel der Bestätigung der hinter den Kulissen bereits erfolgten Entscheidung über eine Besetzung. Diese werden aus Gründen der Transparenz zumeist nachträglich in rechtlich beschönigter Form veröffentlicht, um formellen Grundkriterien zu entsprechen. Aufgrund der fehlenden Pflicht zur zwingenden Berücksichtigung vordefinierter Kriterien bei öffentlichen Postenvergaben (etwa zur Steigerung des Frauenanteils oder belegbare Erfahrungsnachweise) haben derartige Ausschreibungen geringe oder gar keine Implikationen auf die tatsächliche Postenbesetzung. Eine Postenbesetzung muss laut aktueller österreichischer Gesetzgebung nicht formell begründet werden. Ebenso können Einsprüche anderer Bewerber in der Praxis nur selten rechtlich durchgesetzt werden. Sie führen in der Regel lediglich zu einer kurzen Verzögerung der bereits beschlossenen Postenvergabe. Hier haben indirekte Maßnahmen, wie etwa gütliche Einigungen oder Kritik der Medien, größere Aussicht auf Erfolg. Das gegenseitige Vorwerfen des Postenschachers – an dem alle Parteien beteiligt sind – gehört in Österreich zum politischen Alltag.
Postenschacher-Besetzungen unterliegen der häufigen, jedoch zumeist erfolglosen, Kritik der öffentlichen Meinung. Bislang wurden nur unzureichende Maßnahmen zur Bekämpfung dieser in Österreich besonders ausgeprägten Form der Korruption eingeführt. Der Postenschacher dient grundsätzlich der Festigung bestehender Machtstrukturen in Österreich und trägt daher wesentlich zum häufig kritisierten Phänomen starrer und „verkrusteter Strukturen“ bei.
Ende Februar 2023 meldete der ORF: „Der Entwurf für ein neues Anti-Korruptionsstrafgesetz liegt derzeit zur Begutachtung im Parlament auf. Nicht zufrieden damit, der Rechnungshof [in seiner Stellungnahme]. Unter anderem, weil es auch weiterhin keine verpflichtenden Bewerbungsverfahren für die mächtigen Generalsekretäre in den Ministerien gibt.“ Die Generalsekretäre (weisungsbefugte Chefs aller Sektionschefs) „können auch weiterhin nach Gutdünken ernannt werden“.
Bei der Ernennung von Schuldirektoren wird häufig Postenschacher unterstellt. In der Regierung Kurz I vereinbarten die ÖVP und die FPÖ als Koalitionspartner neben dem öffentlichen Koalitionsvertrag in einem geheimen Side letter die politisch motivierte Besetzung von Richterstellen, Aufsichtsratsposten, Umgestaltung von Einrichtungen (z. B. ORF) unabhängig von der fachlichen Qualifikation z. B. von Richtern. Einen ähnlichen geheimen Side letter gab es auch zum Koalitionsvertrag in der Regierung Kurz II zwischen ÖVP und GRÜNE. Der Politologe Thomas Hofer erklärte im ORF.at-Interview, dass es in Österreich immer inhaltliche Nebenvereinbarungen gegeben habe, die nicht im Koalitionsvertrag gestanden hätten. Verfassungsministerin Karoline Edtstadler (ÖVP) meinte zum Sideletter im ÖVP-GRÜNE-Koalitionsvertrag: „Nein, ich kannte diesen Sideletter nicht“, derartige Vereinbarungen seien aber weder unüblich noch verwerflich. Für den Dachverband der Verwaltungsrichterinnen und Verwaltungsrichter hingegen sind solche „parteipolitischen Absprachen“ über die Besetzung von Leitungsfunktionen in der Gerichtsbarkeit „jedenfalls dazu angetan“, das Vertrauen in die Unabhängigkeit der Gerichte zu erschüttern.
Im Juli 2023 werde seit mehr als 200 Tagen das österreichische Bundesverwaltungsgericht (BVwG) wegen politischer Uneinigkeit nur interimistisch geleitet, die Besetzung der Leitung der Bundeswettbewerbsbehörde (BWB) ist offensichtlich ebenso junktimiert.
Im Zusammenhang der 2020 erfolgten Bestellung des Landespolizeidirektors von Niederösterreich ist im Frühjahr 2024 eine Auseinandersetzung über die Entwicklung von Qualifikationsschacher entstanden.
Das Wort „Schachern“ geht zurück auf das jiddische „sachern“, das „Handel betreiben“ bedeutet – ohne düsteren Beiklang. Abwertend wird der Begriff erst in der deutschen Sprache, die daraus ein „handeln wie ein Jude“ macht – und etwas Negatives daraus macht, meint Ronen Steinke, Buchautor von „Antisemitismus in der Sprache“. Laut Robert Sedlaczek ist die abwertende Bedeutung im Austriazismus „Postenschacher“ jedoch nicht mehr erkennbar.

## Verarbeitung in Kunst und Kultur
In der satirischen Sitcom MA 2412 wird die Protektion aufs Korn genommen. Helmut Qualtingers auf realen Begebenheiten basierendes Lied „Der Papa wird’s schon richten“ hat auch Postenschacher zum Thema. So heißt es in einer Strophe: „Und brauch’ ich einen Posten, dann laßt er sich’s was kosten, sonst frag ich mich, zu was’dn is’ er sonst da?“